# Mikkel Bødker
Mikkel Bødker (født 16. december 1989 i Brøndby) er en tidligere dansk ishockeyspiller.
Bødkers foretrukne position på isen er forward. 
Han blev draftet af Phoenix Coyotes i første runde som nr. 8 i alt i NHL's draft i 2008. Han blev dermed den højest draftede dansker nogensinde. I træningskampene op til turneringsstarten samme år klarede han sig så godt, at han blev valgt ud til klubbens NHL-bruttotrup som den blot tredje dansker gennem tiderne.
13. oktober 2008, i hans blot 2. kamp for Phoenix Coyotes, scorede Mikkel Bødker sit første mål i National Hockey League.
Mikkel Bødker fik sin ishockeyopdragelse i Rødovre inden han i en alder af bare 15 år skiftede til svenske Frölunda HC i 2005. Her spillede han på Frölundas juniorhold og gik på det lokale sportsgymnasium.
I en flot sæson for Frölundas J20-hold i sæsonen 2006-07 opnåede Bødker 49 point (19 mål og 30 assists) i 39 kampe. Han blev svensk mester for junior 20-hold og fik debut på Frölundas seniorhold i Elitserien. 
På baggrund af den sæson blev Mikkel Bødker 27. juni 2007 draftet af OHL-holdet Kitchener Rangers i den såkaldte CHL Import Draft, hvor holdene fra de tre store junior-ligaer i Canada fordeler rettighederne til de bedste europæiske junior-spillere imellem sig. Dagen efter blev det offentliggjort, at Bødker skrev kontrakt med Kitchener og dermed spillede sæsonen 2007-08 for Kitchener i Ontario Hockey League.
Mikkel Bødkers storebror, Mads, er tidligere ishockeyspiller, og spillede senest for SønderjyskE Ishockey før han i 2016 stoppede karrieren.
Bødker deltog for Danmark ved Junior-VM i ishockey 2008 hvor han blev delt dansk topscorer med Lars Eller. Bødker opnåede 2 mål og 4 assists for i alt 6 points i 6 kampe.